# Olympische Winterspiele 2010/Bob
Bei den XXI. Olympischen Winterspielen 2010 in Vancouver fanden drei Wettbewerbe im Bobfahren statt. Austragungsort war das Whistler Sliding Centre, etwa 14 km westlich von Whistler und 125 km nördlich von Vancouver auf einer Höhe von 785 bis 935 Metern.

## Bilanz

### Medaillenspiegel
| Platz | Land               | Gold | Silber | Bronze | Gesamt |
| ----- | ------------------ | ---- | ------ | ------ | ------ |
| 1     | Deutschland        | 1    | 2      | –      | 3      |
| 2     | Kanada             | 1    | 1      | 1      | 3      |
| 3     | Vereinigte Staaten | 1    | –      | 1      | 2      |
| 4     | Russland           | –    | –      | 1      | 1      |

### Medaillengewinner
| Konkurrenz       | Gold                                                          | Silber                                                    | Bronze                                                      |
| ---------------- | ------------------------------------------------------------- | --------------------------------------------------------- | ----------------------------------------------------------- |
| Zweierbob Männer | André Lange, Kevin Kuske                                      | Thomas Florschütz, Richard Adjei                          | Alexander Subkow, Alexei Wojewoda                           |
| Viererbob Männer | Steven Holcomb, Steve Mesler, Curtis Tomasevicz, Justin Olsen | André Lange, Kevin Kuske, Alexander Rödiger, Martin Putze | Lyndon Rush, David Bissett, Lascelles Brown, Chris Le Bihan |
| Zweierbob Frauen | Kaillie Humphries, Heather Moyse                              | Helen Upperton, Shelley Brown                             | Erin Pac, Elana Meyers                                      |

## Ergebnisse Männer
(alle Laufzeiten in Sekunden, Gesamtzeiten in Minuten)

### Zweierbob
| Platz | Land | Sportler                                          | 1. Lauf | 2. Lauf | 3. Lauf | 4. Lauf | Gesamt  |
| ----- | ---- | ------------------------------------------------- | ------- | ------- | ------- | ------- | ------- |
| 1     | GER  | Deutschland 1: André Lange, Kevin Kuske           | 51,59   | 51,72   | 51,57   | 51,77   | 3:26,65 |
| 2     | GER  | Deutschland 2: Thomas Florschütz, Richard Adjei   | 51,57   | 51,85   | 51,62   | 51,83   | 3:26,87 |
| 3     | RUS  | Russland 1: Alexander Subkow, Alexei Wojewoda     | 51,79   | 52,02   | 51,80   | 51,90   | 3:27,51 |
| 4     | SUI  | Schweiz 1: Ivo Rüegg, Cédric Grand                | 51,76   | 52,18   | 51,92   | 51,99   | 3:27,85 |
| 5     | CAN  | Kanada 2: Pierre Lueders, Jesse Lumsden           | 51,94   | 52,12   | 51,87   | 51,94   | 3:27,87 |
| 6     | USA  | USA 1: Steven Holcomb, Curtis Tomasevicz          | 51,89   | 52,04   | 51,98   | 52,03   | 3:27,94 |
| 7     | RUS  | Russland 2: Dmitri Abramowitsch, Sergei Prudnikow | 52,03   | 52,40   | 52,11   | 51,92   | 3:28,46 |
| 8     | LAT  | Lettland 1: Edgars Maskalāns, Daumants Dreiškens  | 52,16   | 52,32   | 52,17   | 52,43   | 3:29,08 |
| 9     | GER  | Deutschland 3: Karl Angerer, Gregor Bermbach      | 52,23   | 52,43   | 52,19   | 52,44   | 3:29,29 |
| 10    | USA  | USA 2: John Napier, Steven Langton                | 52,28   | 52,45   | 52,31   | 52,36   | 3:29,40 |

Datum: 20. Februar 2010 
 17:30 Uhr (1. Lauf), 19:00 Uhr (2. Lauf) 
 21. Februar 2010 
 13:30 Uhr (3. Lauf), 15:45 Uhr (4. Lauf)
27 Bobs aus 18 Ländern, davon 22 in der Wertung.
Schweiz 2 war im Training gestürzt. Pilot Beat Hefti erlitt eine Gehirnerschütterung und konnte nicht am Rennen teilnehmen. Das Schweizer Ersatzteam mit Daniel Schmid und Jürg Egger konnte ebenfalls nicht starten, weil Schmid aus gesundheitlichen Gründen auf die Teilnahme am Zweier- und Viererbobrennen verzichten musste.

### Viererbob
| Platz | Land | Sportler                                                                                  | 1. Lauf | 2. Lauf | 3. Lauf | 4. Lauf | Gesamt  |
| ----- | ---- | ----------------------------------------------------------------------------------------- | ------- | ------- | ------- | ------- | ------- |
| 1     | USA  | USA 1: Steven Holcomb, Steve Mesler, Curtis Tomasevicz, Justin Olsen                      | 50,89   | 50,86   | 51,19   | 51,52   | 3:24,46 |
| 2     | GER  | Deutschland 1: André Lange, Kevin Kuske, Alexander Rödiger, Martin Putze                  | 51,14   | 51,05   | 51,29   | 51,36   | 3:24,84 |
| 3     | CAN  | Kanada 1: Lyndon Rush, David Bissett, Lascelles Brown, Chris Le Bihan                     | 51,12   | 51,03   | 51,24   | 51,46   | 3:24,85 |
| 4     | GER  | Deutschland 2: Thomas Florschütz, Ronny Listner, Andreas Barucha, Richard Adjei           | 51,14   | 51,36   | 51,45   | 51,63   | 3:25,58 |
| 5     | CAN  | Kanada 2: Pierre Lueders, Justin Kripps, Neville Wright, Jesse Lumsden                    | 51,27   | 51,29   | 51,50   | 51,54   | 3:25,60 |
| 6     | SUI  | Schweiz 1: Ivo Rüegg, Thomas Lamparter, Cédric Grand, Beat Hefti                          | 51,31   | 51,13   | 51,70   | 51,57   | 3:25,71 |
| 7     | GER  | Deutschland 3: Karl Angerer, Andreas Bredau, Alexander Mann, Gregor Bermbach              | 51,18   | 51,41   | 51,70   | 51,77   | 3:26,06 |
| 8     | RUS  | Russland 3: Jewgeni Popow, Alexei Kirejew Denis Moisseitschenkow, Andrei Jurkow           | 51,49   | 51,16   | 51,67   | 51,81   | 3:26,13 |
| 9     | ITA  | Italien 1: Simone Bertazzo, Danilo Santarsiero, Danilo Santarsiero, Mirko Turri           | 51,57   | 51,38   | 51,62   | 51,68   | 3:26,25 |
| 9     | RUS  | Russland 1: Dmitri Abramowitsch, Roman Oreschnikow, Sergei Prudnikow, Dmitri Stjopuschkin | 51,32   | 51,40   | 51,78   | 51,75   | 3:26,25 |

Datum: 26. Februar 2010 
 13:00 Uhr (1. Lauf), 15:45 Uhr (2. Lauf) 
 27. Februar 2010 
 13:00 Uhr (3. Lauf), 15:15 Uhr (4. Lauf)
25 Bobs aus 17 Ländern, davon 21 in der Wertung.

## Ergebnisse Frauen

### Zweierbob
| Platz | Land | Sportlerinnen                                     | 1. Lauf | 2. Lauf | 3. Lauf | 4. Lauf | Gesamt  |
| ----- | ---- | ------------------------------------------------- | ------- | ------- | ------- | ------- | ------- |
| 1     | CAN  | Kanada 1: Kaillie Humphries, Heather Moyse        | 53,19   | 53,01   | 52,85   | 53,23   | 3:32,28 |
| 2     | CAN  | Kanada 2: Helen Upperton, Shelley-Ann Brown       | 53,50   | 53,12   | 53,34   | 53,17   | 3:33,13 |
| 3     | USA  | USA 2: Erin Pac, Elana Meyers                     | 53,28   | 53,05   | 53,29   | 53,78   | 3:33,40 |
| 4     | GER  | Deutschland 1: Sandra Kiriasis, Christin Senkel   | 53,41   | 53,23   | 53,58   | 53,59   | 3:33,81 |
| 5     | USA  | USA 3: Bree Schaaf, Emily Azevedo                 | 53,76   | 53,33   | 53,56   | 53,40   | 3:34,05 |
| 6     | USA  | USA 1: Shauna Rohbock, Michelle Rzepka            | 53,73   | 53,36   | 53,53   | 53,44   | 3:34,06 |
| 7     | GER  | Deutschland 3: Claudia Schramm, Janine Tischer    | 53,65   | 53,57   | 53,81   | 53,65   | 3:34,68 |
| 8     | NED  | Niederlande 1: Esmé Kamphuis, Tine Veenstra       | 53,81   | 53,59   | 54,09   | 53,65   | 3:35,14 |
| 9     | RUS  | Russland 1: Anastassija Skulkina, Jelena Doronina | 54,38   | 53,64   | 54,08   | 53,83   | 3:35,93 |
| 10    | SUI  | Schweiz 2: Fabienne Meyer, Hanne Schenk           | 54,04   | 54,27   | 54,00   | 53,82   | 3:36,13 |
|       |      |                                                   |         |         |         |         |         |
| 12    | SUI  | Schweiz 1: Sabina Hafner, Caroline Spahni         | 54,18   | 54,70   | 53,87   | 54,09   | 3:36,84 |

Datum: 23. Februar 2010 
 17:00 Uhr (1. Lauf), 19:00 Uhr (2. Lauf) 
 24. Februar 2010 
 17:00 Uhr (3. Lauf), 19:00 Uhr (4. Lauf)
21 Bobs aus 13 Ländern, davon 19 in der Wertung.